# Eo (digramme)
Cette page contient des caractères spéciaux ou non latins. S’ils s’affichent mal (▯, ?, etc.), consultez la page d’aide Unicode.
Pour les articles homonymes, voir EO.
Eo (minuscule eo) est un digramme de l'alphabet latin composé d'un E et d'un O.

## Linguistique
- En irlandais, "eo" représente [oː] la plupart du temps, mais il peut parfois représenter [ɔ].
- En piémontais, il représente [ɛu̯].
- Dans la romanisation révisée du coréen, il représente [ʌ].

## Représentation informatique
Comme la majorité des digrammes, il n'existe aucun encodage de Eo sous un seul signe, il est toujours réalisé en accolant un E et un O.